# Ariceștii Rahtivani
Ariceștii Rahtivani est une commune roumaine du județ de Prahova, dans la région historique de Valachie et dans la région de développement du Sud.

## Géographie
La commune de Ariceștii Rahtivani est située dans l'ouest du județ, sur la rive gauche de la Prahova, à la limite entre la plaine valaque et les premières collines des Carpates, à 10 km à l'ouest de Ploiești, le chef-lieu du județ.
La municipalité est composée des cinq villages suivants (population en 1992) :
- Ariceștii Rahtivani (2 763), siège de la municipalité ;
- Buda (444) ;
- Nedelea (2 602) ;
- Stoenești (1 351) ;
- Târgșoru Nou (1 090).

## Politique
| Parti | Parti                                      | Sièges |
| ----- | ------------------------------------------ | ------ |
|       | Parti national libéral (PNL)               | 6      |
|       | Parti social-démocrate (PSD)               | 2      |
|       | Alliance des libéraux et démocrates (ALDE) | 1      |

## Religions
En 2002, la composition religieuse de la commune était la suivante :
- Chrétiens orthodoxes, 97,19 % ;
- Adventistes du septième jour, 0,85 % ;
- Chrétiens évangéliques, 0,79 % ;
- Catholiques romains, 0,42 %.

## Démographie
En 2002, la commune comptait 8 754 Roumains (98,20 %), 126 Tsiganes (1,41 %) et 18 Hongrois (0,20 %). On comptait à cette date 2 726 ménages et 2 811 logements.
| 1992  | 2002  | 2007  |
| ----- | ----- | ----- |
| 8 250 | 8 914 | 8 334 |

## Économie
L'économie de la commune repose sur l'agriculture, la transformation du bois, l'exploitation des graviers et diverses activités industrielles (logistique).

## Communications

### Routes
Ariceștii Rahtivani est située sur la route nationale DN72 Ploiești-Târgoviște et sur les routes régionales DJ101I et DJ144.

### Voies ferrées
Ariceștii Rahtivani possède une gare dans le village de Buda sur la ligne de chemin de fer Ploiești-Târgoviște et une autre gare à Stoenești sur la ligne Ploiești-Brașov.

## Lieux et monuments
- Ariceștii Rahtivani, église St-Ilie et Nicolas de 1777.
- Târgșoru Nou, monastère et église de 1557.